# Mimma Di Terlizzi
Mimma Di Terlizzi (Genova, 14 aprile 1942) è un'attrice italiana che è stata interprete di fotoromanzi.

## Biografia
Ha esordito in televisione, come valletta nel quiz televisivo Il Musichiere, condotto da Mario Riva.. In seguito a questo successo, inizia una carriera come attrice di fotoromanzi, e negli anni sessanta è stata protagonista di numerosi fotoromanzi pubblicati sui settimanali Sogno, Luna Park, Bolero Film, Grand Hotel e Intrepido. Nel 1967 è approdata alla casa editrice Lancio dove è rimasta per un anno. Per la Lancio ha interpretato solo quattro fotoromanzi, ma tutti come protagonista.
Per il cinema è accreditata (v. scheda IMDb) di una sola partecipazione ad una produzione cinematografica, La rimpatriata, film del 1963 diretto da Damiano Damiani. Negli anni '60 appare anche in vari Caroselli.

## Fotoromanzi
- Adios, Lolita (1960-1962) di Dante Guardamagna, con Germano Longo, Marco Guglielmi, Claudia De Rossi , pubblicato a puntate su Sogno
- L'ora della verità (1960), pubblicato a puntate su Luna Park
- Un bacio e un whisky (1961), pubblicato a puntate su Sogno
- L'amore più grande (1962), pubblicato a puntate su Grand Hotel
- Il muro del silenzio (1964), pubblicato su Cineromanzo Grand Hotel n. 3
- Il peccato di un'altra (1964), pubblicato a puntate su Sogno
- Al di là della notte (1964), pubblicato a puntate su Intrepido
- La casa di fronte (1964), pubblicato a puntate su Bolero Film
- La donna che morì due volte (1964), pubblicato a puntate su Luna Park
- Gioventù crudele (1965), pubblicato a puntate su Sogno
- Parlami di te (1966), pubblicato a puntate su Sogno
- Nodo fatale (1966), pubblicato a puntate su Grand Hotel
- Mater Dolorosa (1967), pubblicato a puntate su Grand Hotel
- Un bacio mai dimenticato (1967), pubblicato su Charme n. 148
- Hydra follia viola (1967), pubblicato su Jaques Douglas n. 21
- Un ragazzo così (1968), pubblicato su Charme n. 163
- Lo amo e me lo sposo (1968), pubblicato su Charme n. 166

## Filmografia
- La rimpatriata, di Damiano Damiani (1963)